# Red Farm Military Cemetery
Red Farm Military Cemetery is een Britse militaire begraafplaats met gesneuvelden uit de Eerste Wereldoorlog, gelegen in het Belgische dorp Vlamertinge (Ieper). De begraafplaats ligt zo'n 2,9 km ten westen van het dorpscentrum, in het gehucht Brandhoek. Ze werd ontworpen door Arthur Hutton en wordt onderhouden door de Commonwealth War Graves Commission. Met een oppervlakte van slechts 172 m² is ze een van de kleinste Britse begraafplaatsen. Het terrein wordt omsloten door een bakstenen muur en is bereikbaar via een graspad van 25 m. Het Cross of Sacrifice staat dicht bij de toegang aan de zuidelijke zijde. Er worden 49 doden herdacht.

## Geschiedenis
Omdat Vlamertinge bijna de hele oorlog buiten het bereik van de Duitse artillerie lag waren er verschillende hoofdkwartieren en medische posten gevestigd. Als gevolg van het Duitse lenteoffensief in het voorjaar van 1918 werd in april een nieuwe begraafplaats aangelegd die genoemd werd naar een nabijgelegen boerderij met de naam Red Farm (door de Britten zo genoemd wegens de rode bakstenen muren). De begraafplaats werd reeds in mei 1918 gesloten.
Er liggen 46 Britse militairen begraven (waarvan 17 niet meer geïdentificeerd konden worden). Onder 1 grafzerk liggen 3 burgerslachtoffers begraven.
De begraafplaats werd in 2009 als monument beschermd.

## Onderscheiden militairen
- W.C. Escott, soldaat bij de King's Own Yorkshire Light Infantry ontving de Military Medal (MM).
- W.S. Wilson, schutter bij de Royal Irish Rifles ontving deze onderscheiding tweemaal (MM and Bar).